# 토플리스

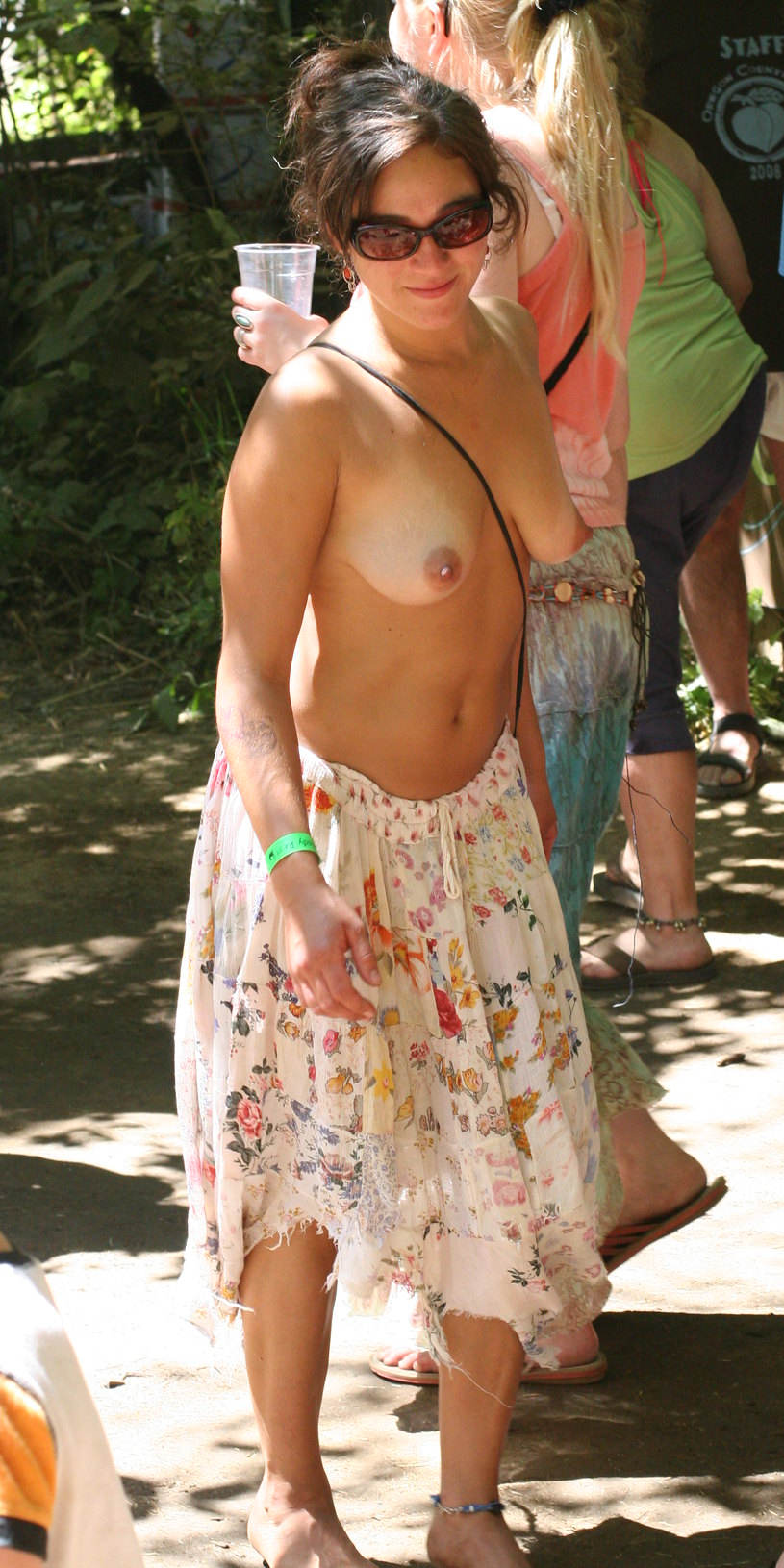
2008년 오레곤 컨트리 박람회의 토플리스 여성

토플리스(Topless)는 영어가 "상단없이", 즉 몸통을 덮고있는 옷이없는 것을 의미하는 용어이다. 이 용어는 여성이 허리에서 벗겨지고 유방이 표시된 상황을 나타낸다.

## 같이 보기
- 브라리스니스
- 가슴골
- 페멘
- 성평등
- 나체주의
- 유두 피어싱